# 杜河畔利勒
杜河畔利勒（法語：L'Isle-sur-le-Doubs，法語發音：[lil syʁ lə du]），法国东北部城市，勃艮第-弗朗什-孔泰大区杜省的一个市镇，隶属于蒙贝利亚尔区，其市镇面积为13.67平方公里，2022年1月1日时人口数量为2,812人，在法国城市中排名第3,765位。
杜河畔利勒位于杜省东北部，杜河左岸，是一个区域性的中心城市，多条公路在此交汇。

## 地名来源
“Isle”为法语单词“île”的转写。“利勒”最初于1275年以“Lile”的形式被记载，该名称与当地的自然地理景观有关。

## 历史

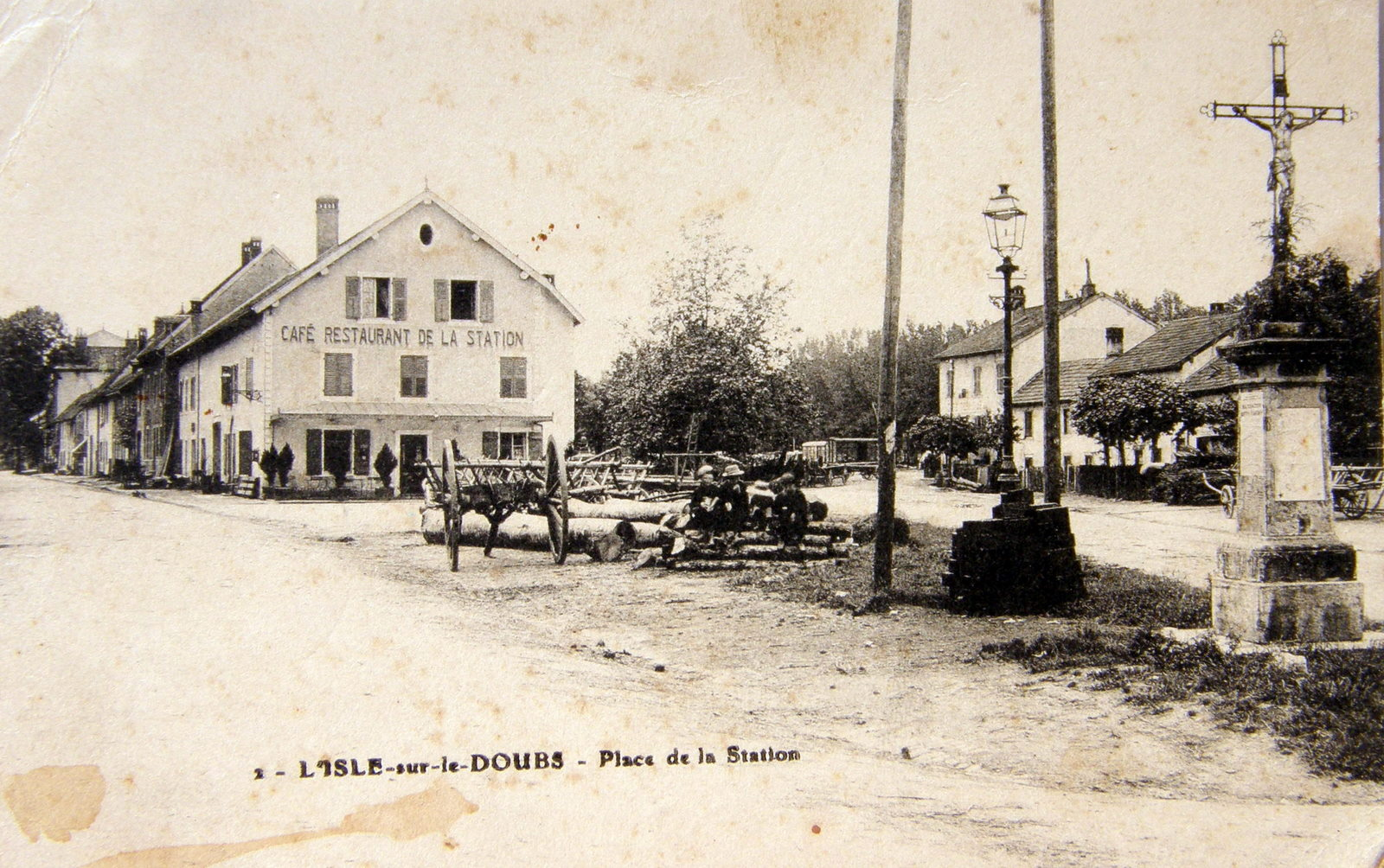
20世纪初的杜河畔利勒

杜河畔利勒始建于公元13世纪，彼时略克鲁瓦桑修道院的道士将杜河附近的一处河心岛交给了纳沙泰尔领主蒂耶博一世（Thiébaut Ier）。后者曾参与十字军东征，他在返回孔泰地区后将利勒附近多个村庄合并，并主持修建了一个城塞教堂以安置由巴勒斯坦带回的圣镯。蒂耶博的长孙则于14世纪进一步扩大了杜河畔利勒的城市范围。勃艮第战争期间，杜河畔利勒遭到严重破坏，此后当地人口数量有所下降。法国大革命后，杜河畔利勒成为杜省的一个市镇。工业革命期间，当地出现了一处铁窑。沿杜河开凿的罗讷河—莱茵河运河由此通过，途径杜河畔利勒的多勒－贝尔福铁路亦于1858年建成通车。随着交通和工业的发展，当地人口数量有所增加，并逐渐成为一个区域性的工商业中心。

## 地理

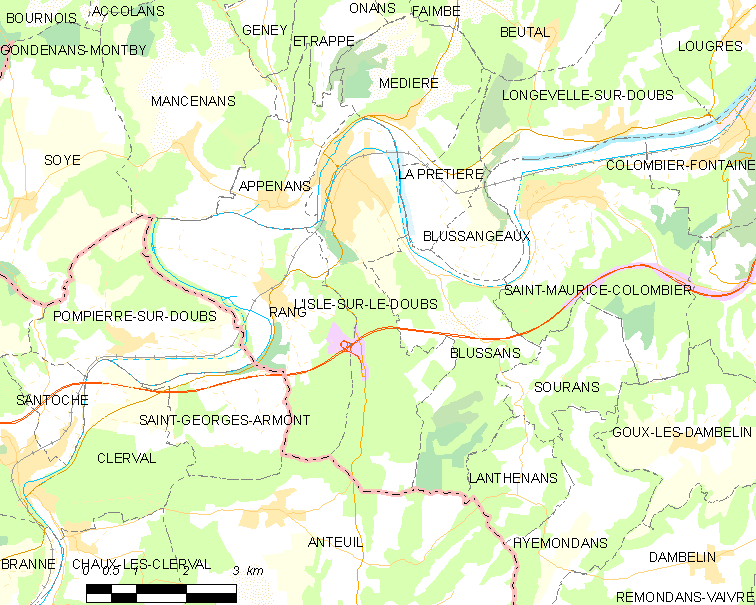
杜河畔利勒市镇范围地图

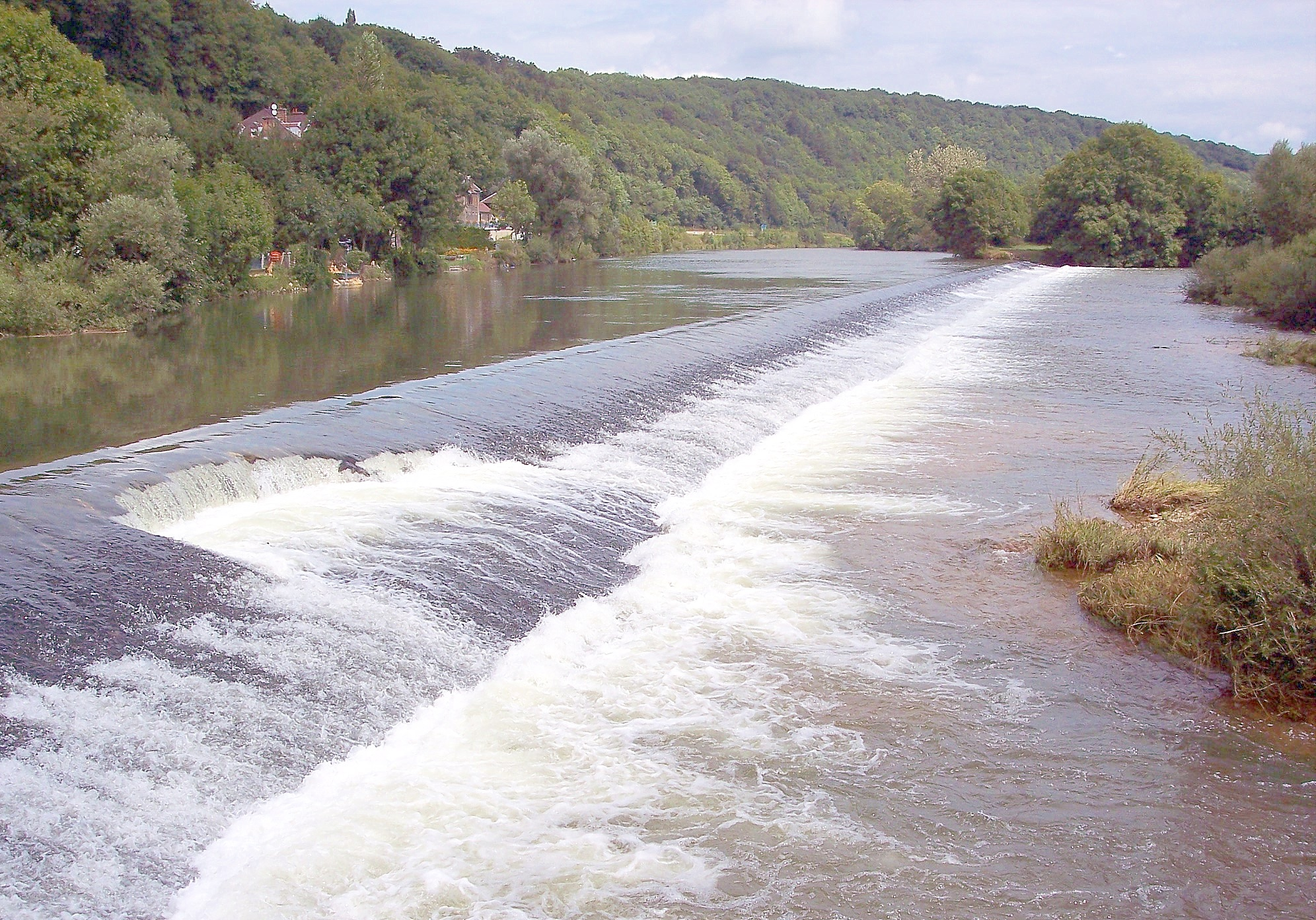
杜河上的水坝

杜河畔利勒位于法国东部偏北，勃艮第-弗朗什-孔泰大区东部和杜省东北部，距离省会贝桑松大约58公里。与杜河畔利勒接壤的市镇包括：梅迪耶尔、拉普雷蒂耶尔、朗村、阿普南、布吕桑、昂特伊。

### 地形
杜河畔利勒位于汝拉山北部边缘地区，境内以丘陵和平原为主，市镇中心地势较为平坦，全境海拔在285到500米之间。

### 水文
杜河自东北向西南流经境内，杜河畔利勒市政厅位于该河的一处河心岛上，“利勒”一名亦由此而来。该河是索恩河的支流，属于罗讷河水系。
人工开凿的罗讷河—莱茵河运河由杜河左岸通过，该河水量由闸门控制，可通过小型船只。

### 植被
杜河畔利勒属于温带阔叶混交林区，林地广泛分布于河流附近及市区周边的坡地地区。
在鲜花城市的评比中，杜河畔利勒被评为1星级鲜花城市。

### 气候
杜河畔利勒在柯本气候分类法中属于带有大陆性特征的温带海洋性气候。
杜河畔利勒境内设有气象站，以下为该气象站的数据（其中日照数据取自贝桑松气象站）：
| 杜河畔利勒1981年－2019年 | 杜河畔利勒1981年－2019年 | 杜河畔利勒1981年－2019年 | 杜河畔利勒1981年－2019年 | 杜河畔利勒1981年－2019年 | 杜河畔利勒1981年－2019年 | 杜河畔利勒1981年－2019年 | 杜河畔利勒1981年－2019年 | 杜河畔利勒1981年－2019年 | 杜河畔利勒1981年－2019年 | 杜河畔利勒1981年－2019年 | 杜河畔利勒1981年－2019年 | 杜河畔利勒1981年－2019年 | 杜河畔利勒1981年－2019年 |
| 月份                     | 1月                      | 2月                      | 3月                      | 4月                      | 5月                      | 6月                      | 7月                      | 8月                      | 9月                      | 10月                     | 11月                     | 12月                     | 全年                     |
| ------------------------ | ------------------------ | ------------------------ | ------------------------ | ------------------------ | ------------------------ | ------------------------ | ------------------------ | ------------------------ | ------------------------ | ------------------------ | ------------------------ | ------------------------ | ------------------------ |
| 历史最高温 °C（°F）      | 17.5 (63.5)              | 22 (72)                  | 25.9 (78.6)              | 30 (86)                  | 32.6 (90.7)              | 35.5 (95.9)              | 39.6 (103.3)             | 38.1 (100.6)             | 33.5 (92.3)              | 28.7 (83.7)              | 22 (72)                  | 20.7 (69.3)              | 39.6 (103.3)             |
| 平均高温 °C（°F）        | 5.3 (41.5)               | 7.3 (45.1)               | 12 (54)                  | 15.7 (60.3)              | 20.4 (68.7)              | 23.8 (74.8)              | 26.2 (79.2)              | 25.9 (78.6)              | 21.4 (70.5)              | 16.3 (61.3)              | 9.5 (49.1)               | 6 (43)                   | 15.8 (60.4)              |
| 日均气温 °C（°F）        | 1.8 (35.2)               | 2.9 (37.2)               | 6.5 (43.7)               | 9.5 (49.1)               | 14.1 (57.4)              | 17.4 (63.3)              | 19.7 (67.5)              | 19.4 (66.9)              | 15.5 (59.9)              | 11.4 (52.5)              | 5.6 (42.1)               | 2.8 (37.0)               | 10.6 (51.1)              |
| 平均低温 °C（°F）        | −1.7 (28.9)              | −1.6 (29.1)              | 1 (34)                   | 3.4 (38.1)               | 7.9 (46.2)               | 11 (52)                  | 13.2 (55.8)              | 12.8 (55.0)              | 9.7 (49.5)               | 6.5 (43.7)               | 1.7 (35.1)               | −0.5 (31.1)              | 5.3 (41.5)               |
| 历史最低温 °C（°F）      | −25 (−13)                | −20 (−4)                 | −20 (−4)                 | −7.5 (18.5)              | −5 (23)                  | −2 (28)                  | 1 (34)                   | 1.5 (34.7)               | −1.5 (29.3)              | −8 (18)                  | −12 (10)                 | −21 (−6)                 | −25 (−13)                |
| 平均降水量 mm（）        | 94.2 (3.71)              | 81.1 (3.19)              | 92.9 (3.66)              | 89.1 (3.51)              | 114.2 (4.50)             | 98.6 (3.88)              | 94.4 (3.72)              | 87 (3.4)                 | 101.4 (3.99)             | 109.1 (4.30)             | 101.3 (3.99)             | 109.6 (4.31)             | 1,172.9 (46.18)          |
| 月均日照時數             | 75.1                     | 95.5                     | 142.1                    | 176.1                    | 206.6                    | 230.4                    | 244.1                    | 232.3                    | 175.8                    | 132.6                    | 72.7                     | 53                       | 1,836.3                  |
| 来源：infoclimat.fr      |                          |                          |                          |                          |                          |                          |                          |                          |                          |                          |                          |                          |                          |

## 行政区划
杜河畔利勒是法国勃艮第-弗朗什-孔泰大区杜省的一个市镇，编号为25315。杜河畔利勒隶属于蒙贝利亚尔区、杜省第三选区和巴旺县，同时也是两绿谷市镇公共社区的组成部分。
法国国家统计与经济研究所（简称）在进行数据统计时，将杜河畔利勒及相邻的阿珀南设为杜河畔利勒城市核心区，但未在核心区附近设立城市区（Aire urbaine）。自2020年起，杜河畔利勒被划入包含137个市镇的蒙贝利亚尔城市辐射区内。此外，还将杜河畔利勒市镇整体看作一个“块区”（IRIS），以便于统计人口分布情况。

## 交通

### 公路
杜省省道D29线、D31线、D118线和D683线在杜河畔利勒境内交汇。勃艮第-弗朗什-孔泰大区下属的城际客运提供巴士线路，可前往周边部分市镇。
| 6 第戎 米卢斯 | 5.3 |

| 贝桑松 | 59 |

| 蒙贝利亚尔 | 23 |

| 贝尔福 | 35 |

| 埃里库尔 | 22 |

| 沃苏勒 | 47 |

| 维莱塞克塞勒 | 21 |

2018年，68.7%的杜河畔利勒家庭拥有至少一辆私人汽车。2019年，杜河畔利勒境内共发生各类交通事故1起，造成2人受伤。

### 铁路

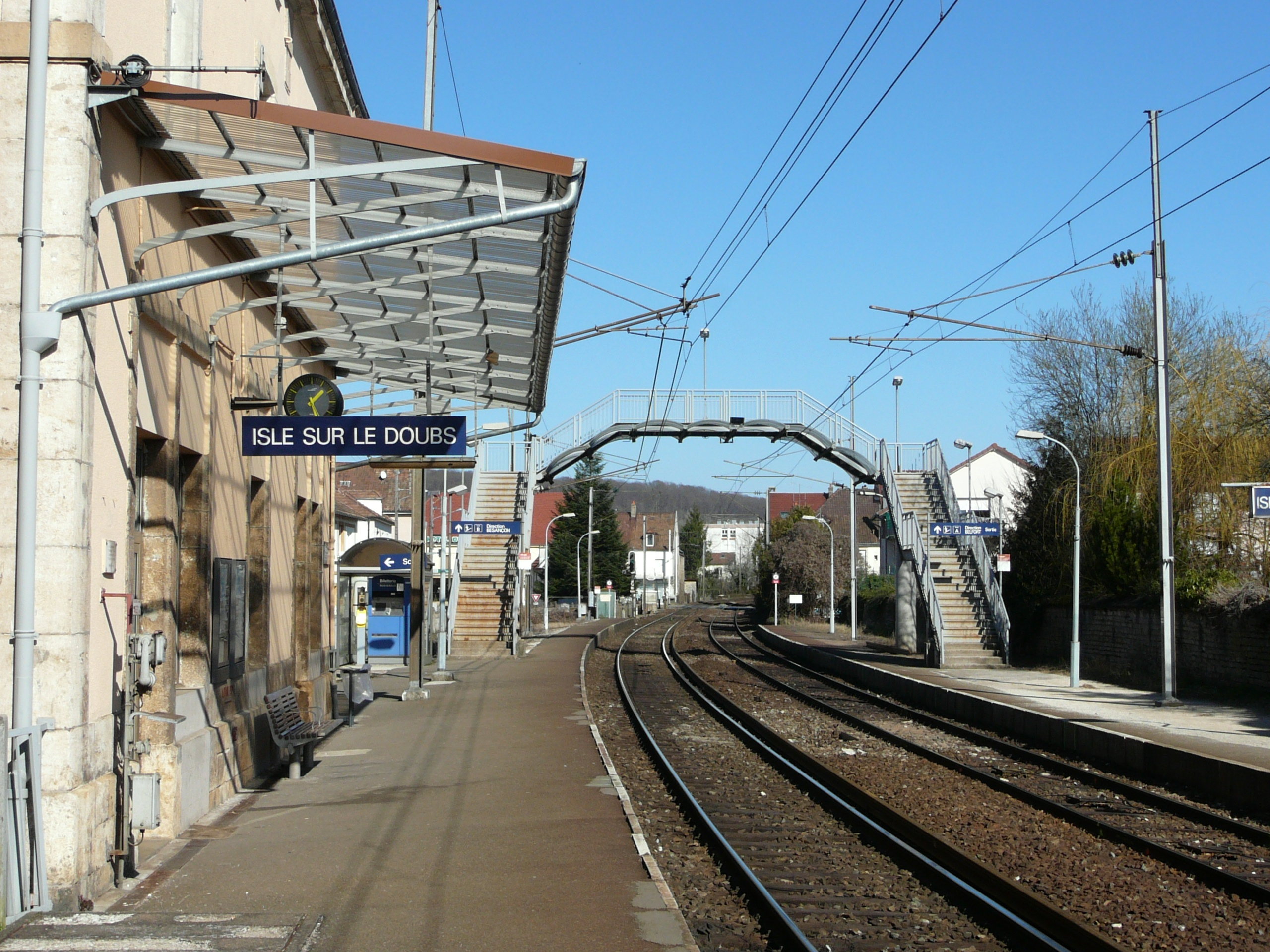
杜河畔利勒火车站

杜河畔利勒位于多勒－贝尔福铁路上。杜河畔利勒站位于市区中部，停靠往返于贝桑松和贝尔福一线的区域列车。

### 航空
距离杜河畔利勒最近的民用航空站为米卢斯-巴塞尔机场，距离杜河畔利勒市中心的公路里程约94公里。

### 城市公共交通
截至2022年3月，杜河畔利勒暂无城市公共交通系统。

## 政治

### 市政内阁
杜河畔利勒的现任市长为阿兰·罗特先生（Alain ROTH），他是社会党的一名成员，在2020年的市政选举中获得了100%的支持率（无其他候选人）。
| 杜河畔利勒历届市长 | 杜河畔利勒历届市长                          | 杜河畔利勒历届市长 |
| 任期               | 市长                                        | 党派               |
| ------------------ | ------------------------------------------- | ------------------ |
| 1944年－1954年     | Jules METOZ 朱尔·梅托                       | 不详               |
| 1954年－1957年     | Ernest BOITEUX 埃内斯特·布瓦特              | 不详               |
| 1957年－1959年     | Charles VOITOT 夏尔·瓦托                    | 不详               |
| 1959年－1977年     | Pierre-Daniel GÉRARD 皮埃尔-达尼埃尔·热拉尔 | 不详               |
| 1977年－1995年     | Yves HUOT 伊夫·于奥                         | PS社会党           |
| 1995年－2018年     | Rémy NAPPEY 雷米·纳佩                       | PS社会党           |
| 2018年－           | Alain ROTH 阿兰·罗特                        | PS社会党           |

### 各级选举
| 杜河畔利勒历届投票选举结果 | 杜河畔利勒历届投票选举结果 | 杜河畔利勒历届投票选举结果 | 杜河畔利勒历届投票选举结果 | 杜河畔利勒历届投票选举结果   | 杜河畔利勒历届投票选举结果 | 杜河畔利勒历届投票选举结果 | 杜河畔利勒历届投票选举结果   | 杜河畔利勒历届投票选举结果 | 杜河畔利勒历届投票选举结果 |
| 选举项目                   | 选举范围                   | 选区单位                   | 选举结果                   | 选举结果                     | 选举结果                   | 选举结果                   | 选举结果                     | 选举结果                   | 参考资料                   |
| 选举项目                   | 选举范围                   | 选区单位                   | 第一轮胜出者               | 第一轮胜出者                 | 支持率                     | 第二轮胜出者               | 第二轮胜出者                 | 支持率                     | 参考资料                   |
| -------------------------- | -------------------------- | -------------------------- | -------------------------- | ---------------------------- | -------------------------- | -------------------------- | ---------------------------- | -------------------------- | -------------------------- |
| 2017年法國總統選舉         | 法國                       | 市镇                       |                            | 玛丽娜·勒庞                  | 35.37%                     |                            | 玛丽娜·勒庞                  | 52.56%                     | [ 17 ]                     |
| 2017年法国立法选举         | 杜省第三选区               | 市镇                       |                            | 卢·维亚莱                    | 27.87%                     |                            | 弗雷德里克·卡蒂埃            | 50.99%                     | [ 17 ]                     |
| 2019年欧洲议会选举         | 法國                       | 市镇                       |                            | 若尔丹·巴尔代拉              | 35.47%                     | （不适用）                 | （不适用）                   | （不适用）                 | [ 19 ]                     |
| 2021年法国省级选举         | 杜省                       | 县                         |                            | 布吕诺·博德雷 玛丽-波尔·布朗 | 31.08%                     |                            | 布吕诺·博德雷 玛丽-波尔·布朗 | 68.17%                     | [ 20 ]                     |
| 2021年法国省级选举         | 杜省                       | 市镇                       |                            | 布吕诺·博德雷 玛丽-波尔·布朗 | 24.07%                     |                            | 布吕诺·博德雷 玛丽-波尔·布朗 | 61.1%                      | [ 20 ]                     |
| 2021年法国大区选举         |                            | 市镇                       |                            | 玛丽-吉特·迪费               | 32.51%                     |                            | 玛丽-吉特·迪费               | 41.73%                     | [ 21 ]                     |

## 人口
2018年，杜河畔利勒市镇人口数量为2,931，在法国排名第3,765位。其中男性1,382人，女性1,549人，75岁及以上人口占10.2%，外籍人口数量为614人，人口密度为275人/平方公里，当地居民被称为（男性）或（女性）。2019年，杜河畔利勒境内出生15人，死亡人口44人。
| 杜河畔利勒1901年－2019年人口变化情况 |
|                                      |
| 数据来源：Cassini、INSEE             |

## 经济

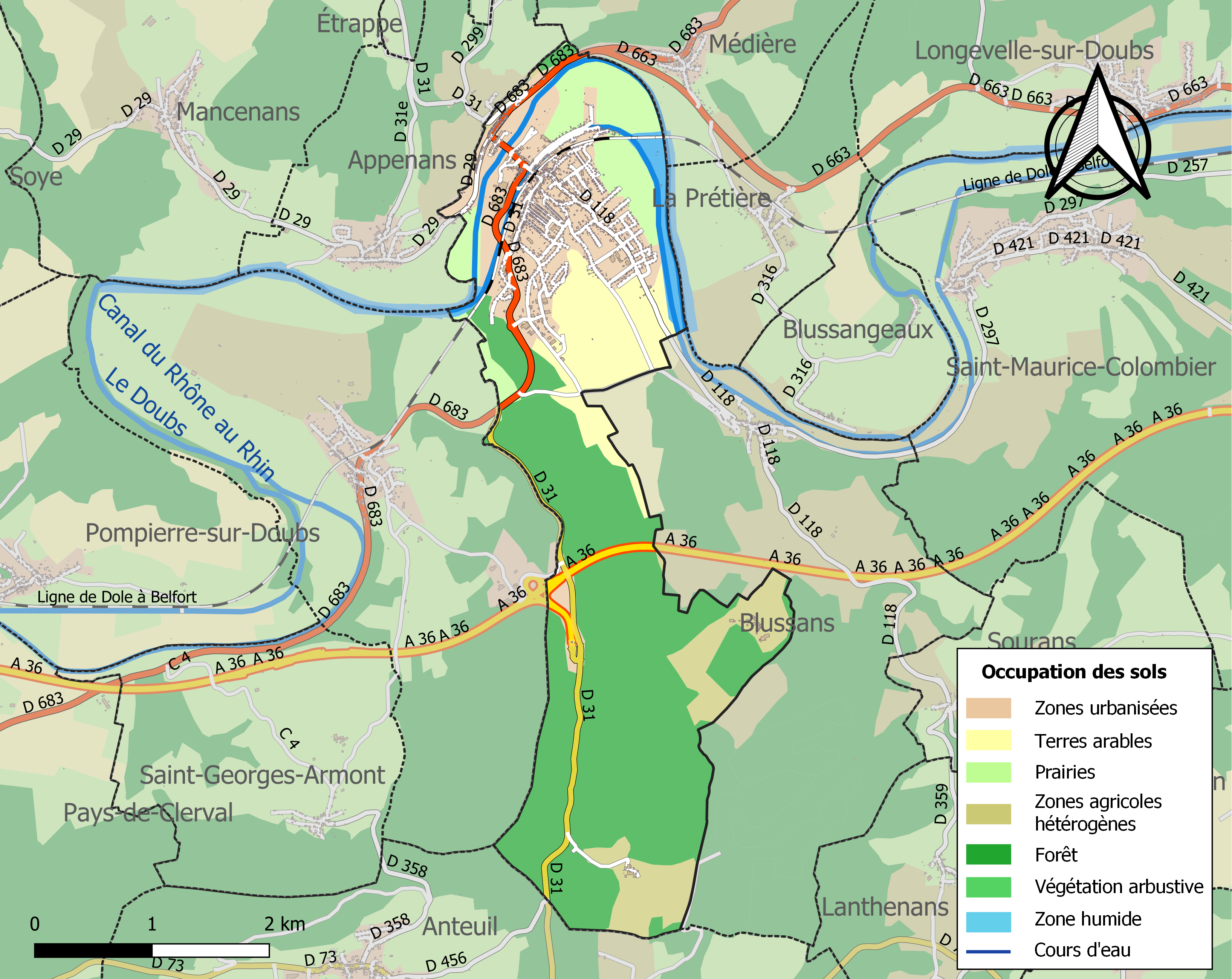
杜河畔利勒土地利用情况地图

杜河畔利勒是一个区域性的中心城市。（大型零售）、（出租车）以及（救护车）是当地2020年营业额最高的三个企业，分别为25,374,915欧元、918,617欧元和859,740欧元。

## 财政与居民收入
2020年，杜河畔利勒的财政收入总额为2,666,510欧元，财政支出总额为2,382,630欧元，当年的债务总额为3,076,450欧元。2021年，杜河畔利勒共获得485,914欧元的国家财政补助，比上一年减少了0.5%。
2019年，杜河畔利勒的人均月收入总额为2,077欧元，其中高级职员为3,707欧元，低于法国平均水平（4,230欧元）；中级职员为2,377欧元，低于法国平均水平（2,411欧元）；普通职员为1,634欧元，亦低于法国平均水平（1,740欧元）。
2018年，杜河畔利勒境内的青壮年（15至64岁）失业率为13.7%，当地43.8%的家庭拥有纳税资格，平均纳税1,569欧元，低于法国平均水平（3,910欧元）。

## 社会事务

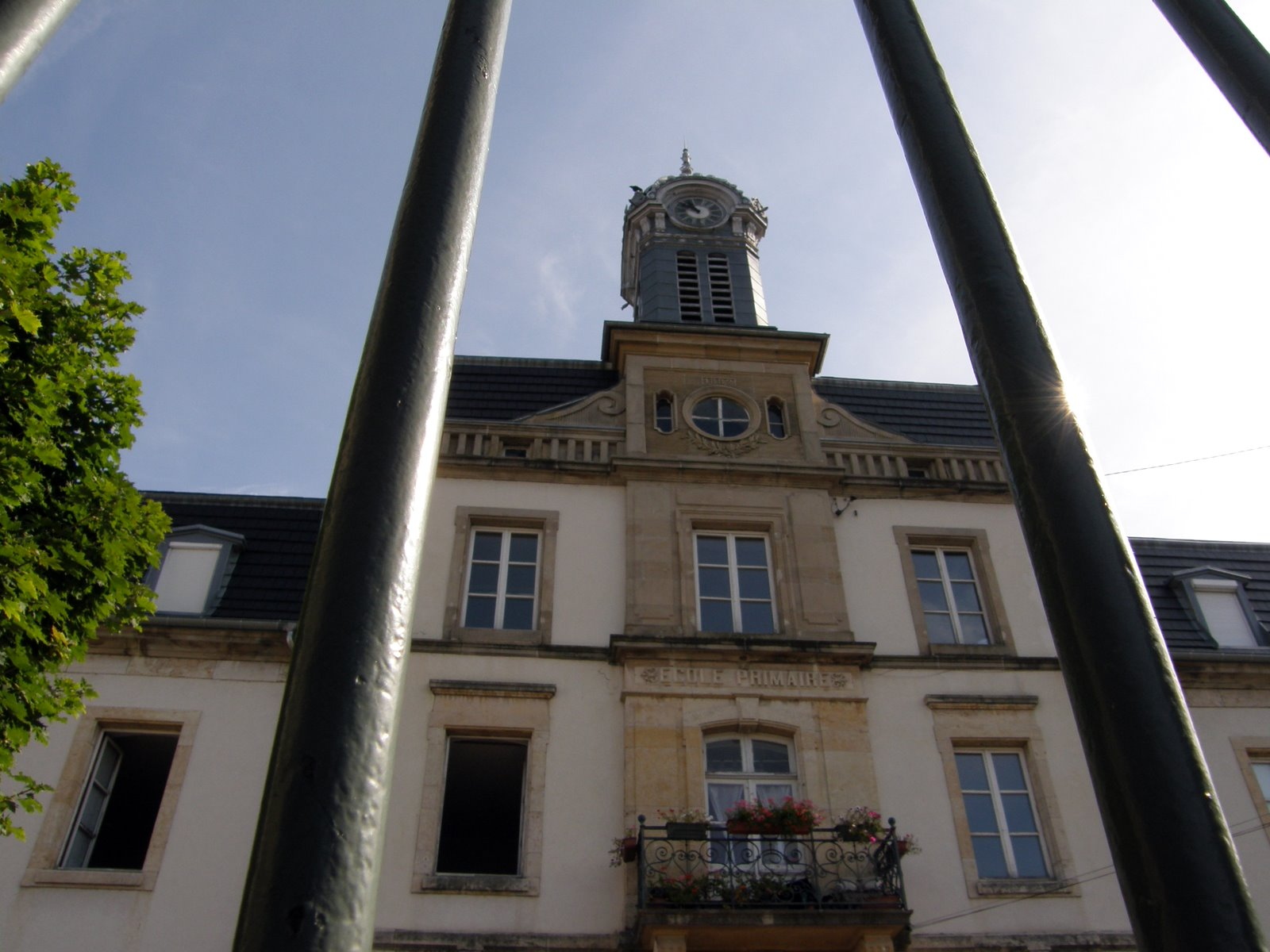
杜河畔利勒的一所学校

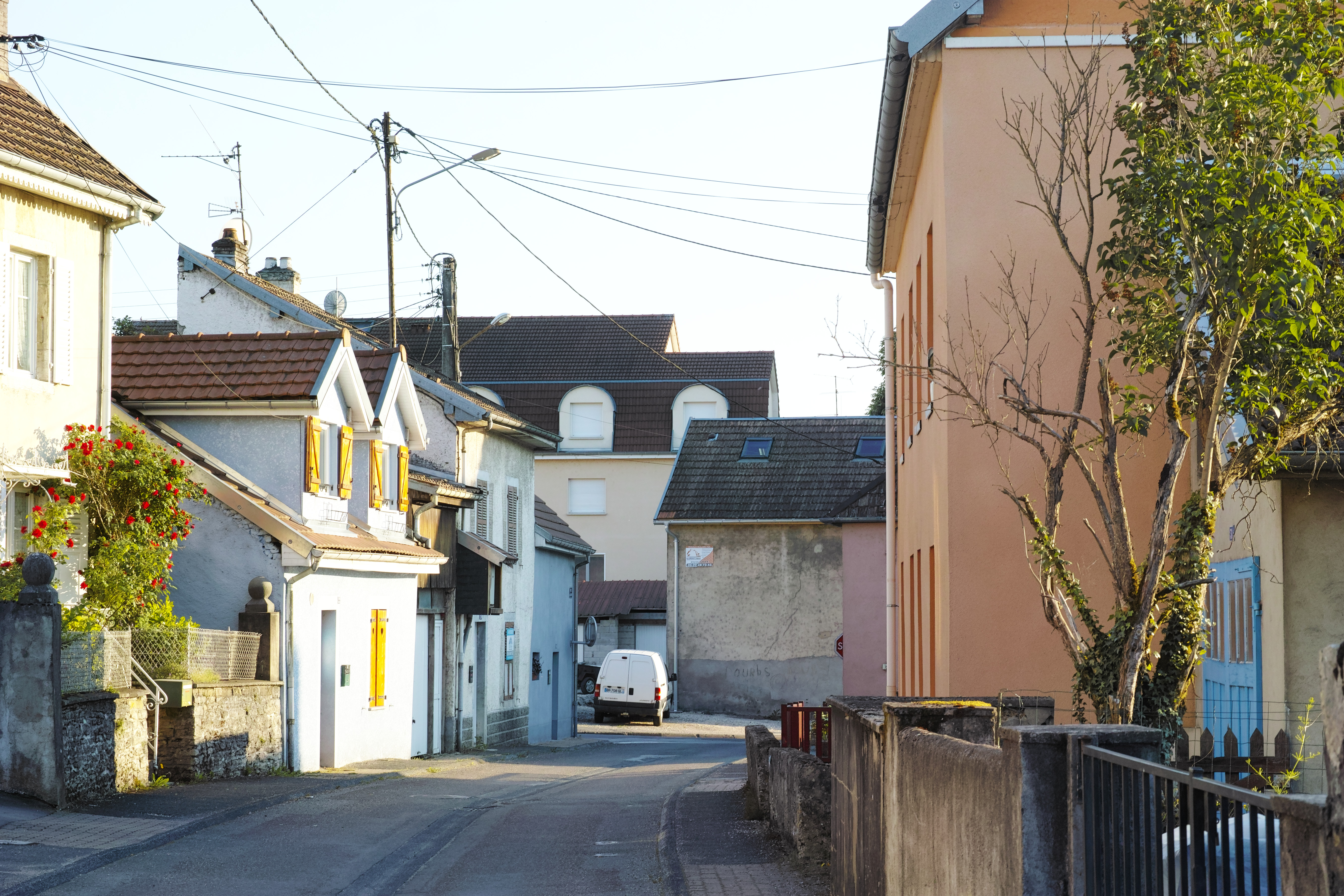
杜河畔利勒市中心的一条街道

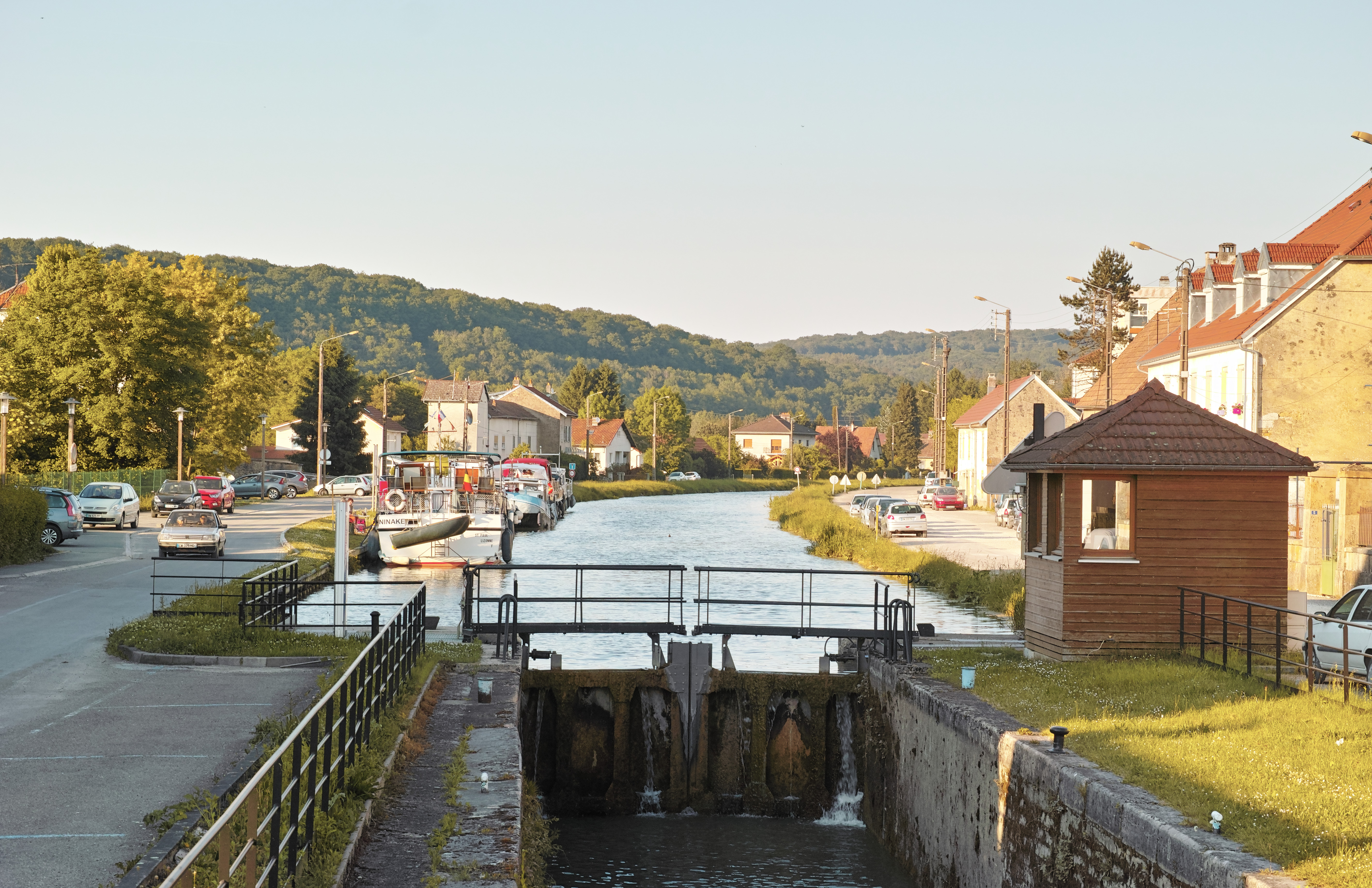
途径杜河畔利勒的罗讷河—莱茵河运河

### 教育
杜河畔利勒属于贝桑松学区。截止2020年1月1日，杜河畔利勒境内共有1所幼儿园、2所小学和1所初级中学。2018至2019学年度，杜河畔利勒境内共有在校中等教育阶段学生444名。

### 医疗
截止2020年1月1日，杜河畔利勒境内共有全科医生7名、保健师2名、护士11名和助产士1名。境内共有药房2家、养老院1家。
杜河畔利勒是“北部弗朗什-孔泰医院”（Hôpital Nord Franche-Comté）的服务范围，后者是法国的一个区域性医疗机构，其下属的勒米唐病区（Site du Mittan）位于蒙贝利亚尔，距离杜河畔利勒市区的正常车程在半小时以内，该院设有床位269个，是当地规模最大的公立综合性医院。

### 住房
2018年，杜河畔利勒境内共有各类住房1,702套，其中60.3%为独立式居民区，38%为集中式居民区。常住房屋占杜河畔利勒市镇范围内居民建筑总量的85.5%。
在住房保障政策方面，2020年，杜河畔利勒境内共有301户家庭获得了住房经济补助，受益人数占总人口数量的10.3%，其中282份为房租补助。

### 商业
2019年，杜河畔利勒境内共有各类实体商铺98家，其中餐厅13家、大型超市4家、杂货店2家、面包房2家、肉铺3家、书店1家、银行门店4家、美容美发店8家、汽车维修店10家。市区内建有Intermarché和Lidl等购物商场。

### 体育
2020年，杜河畔利勒境内共有4间体育馆、3座综合体育场、2处网球场、3处足球或橄榄球场以及1处篮球或排球场。
截至2022年3月，杜河畔利勒境内共有两家注册足球俱乐部。杜河畔利勒足球俱乐部（Football Club L'Isle-sur-le-Doubs，编号545432）是当地的代表性足球队，其主队2021至2022赛季参加勃艮第-弗朗什-孔泰大区足球联赛乙组（法国第七级别），其主场莱吕姆球场（Stade des Lumes）位于市区东北部。

### 环境
杜河畔利勒的环境事务由其所属的两绿谷市镇公共社区负责。2019年，杜河畔利勒境内共有1家污染企业。

### 治安
2019年，杜河畔利勒市镇范围内有1处宪兵队。
杜河畔利勒所在地是蒙贝利亚尔国家宪兵队（zone gendarmerie de Montbéliard）的管辖范围。2020年，该宪兵队辖区内共160个市镇累计发生各类案件3,414起，其中盗窃类案件1,242起，经济类案件671起，毒品交易类案件251起。

## 文化
2020年，杜河畔利勒境内暂无任何文化设施。杜河畔利勒市政府提供市政图书馆，每周三至六向公众开放。

### 建筑
杜河畔利勒境内有多处历史建筑，其中圣巴尔纳代特教堂（Eglise Sainte Bernadette）是当地地标性建筑物。

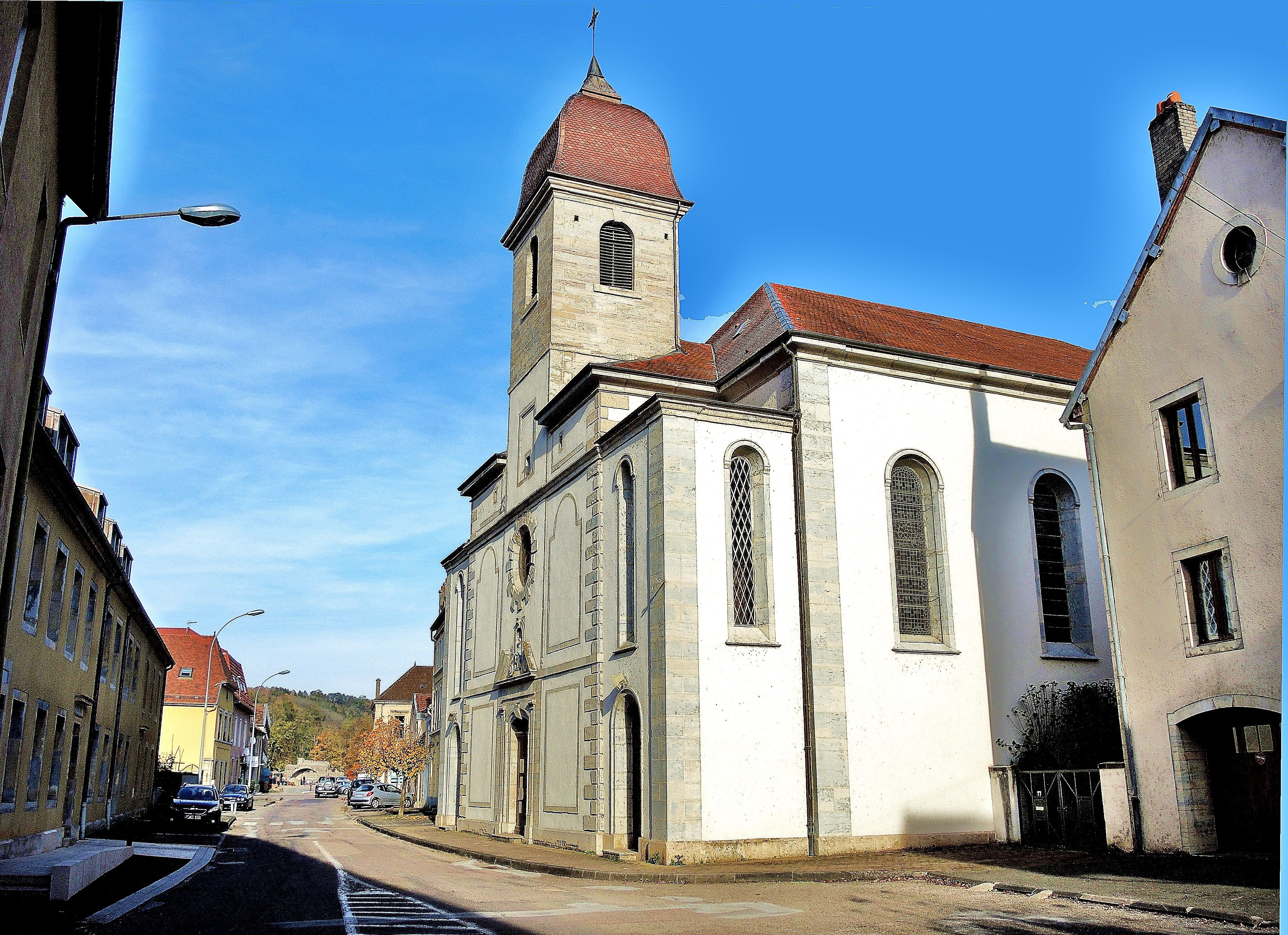
圣巴尔纳代特教堂
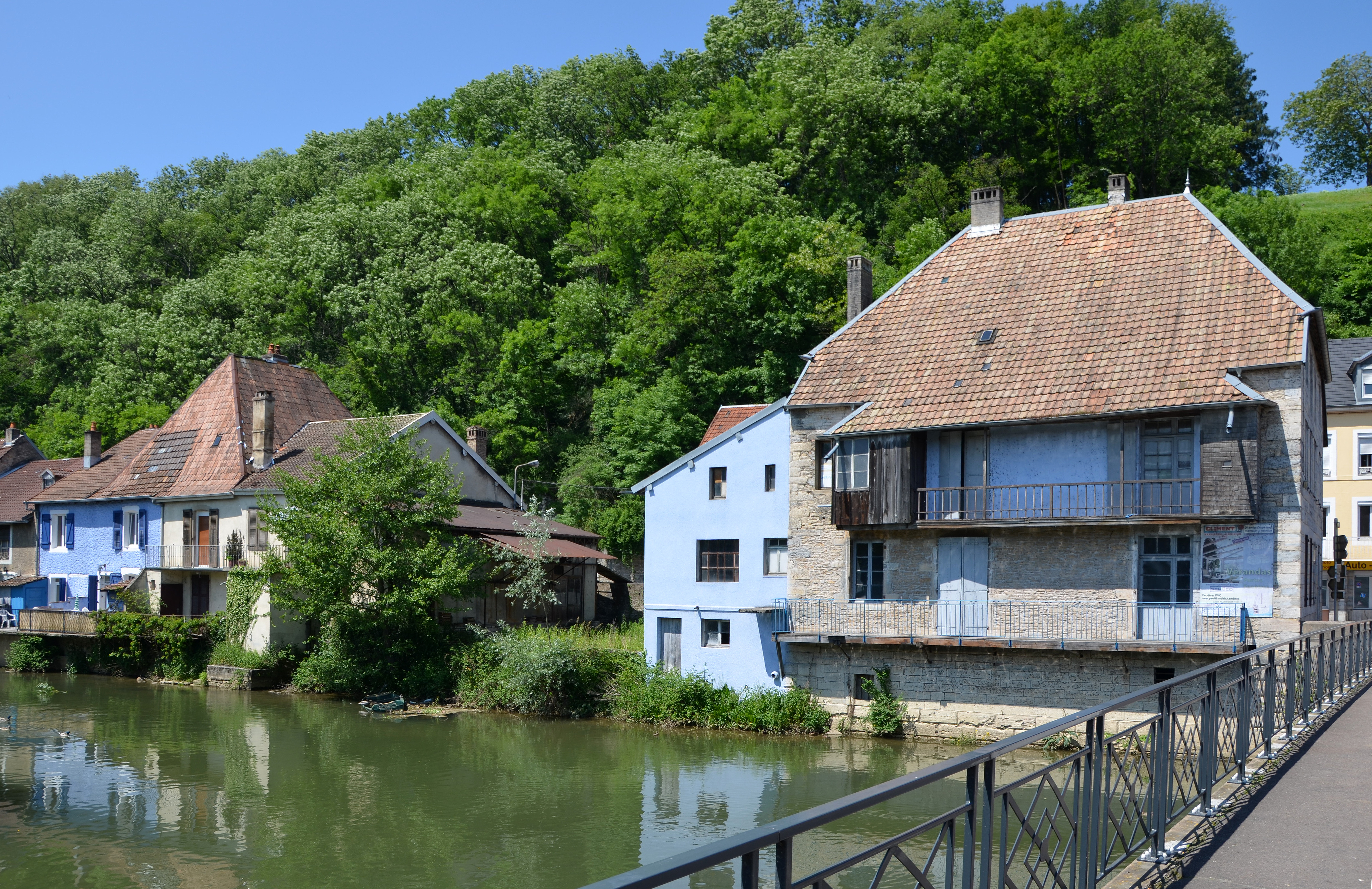
杜河畔的建筑
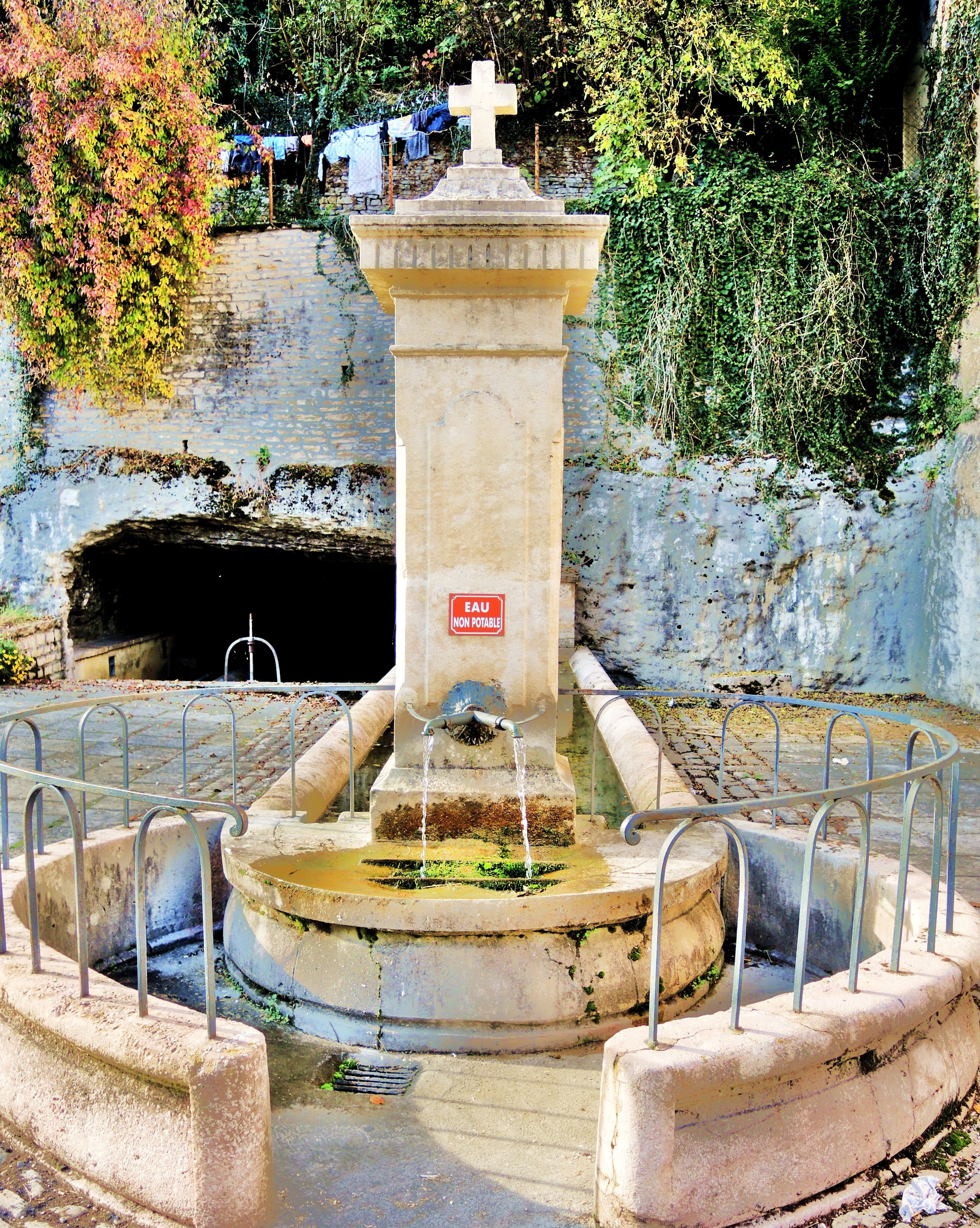
泉水
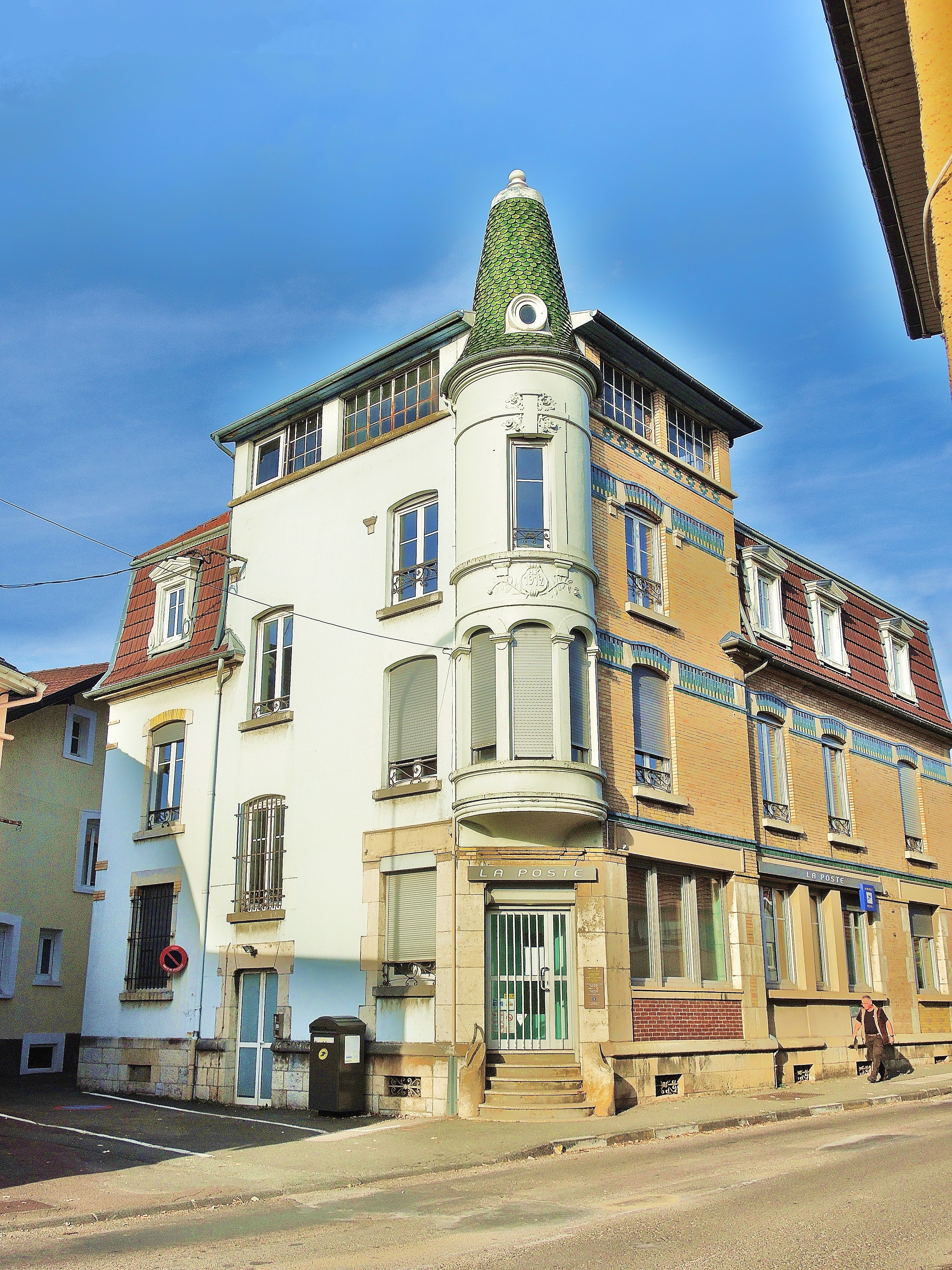
塔楼
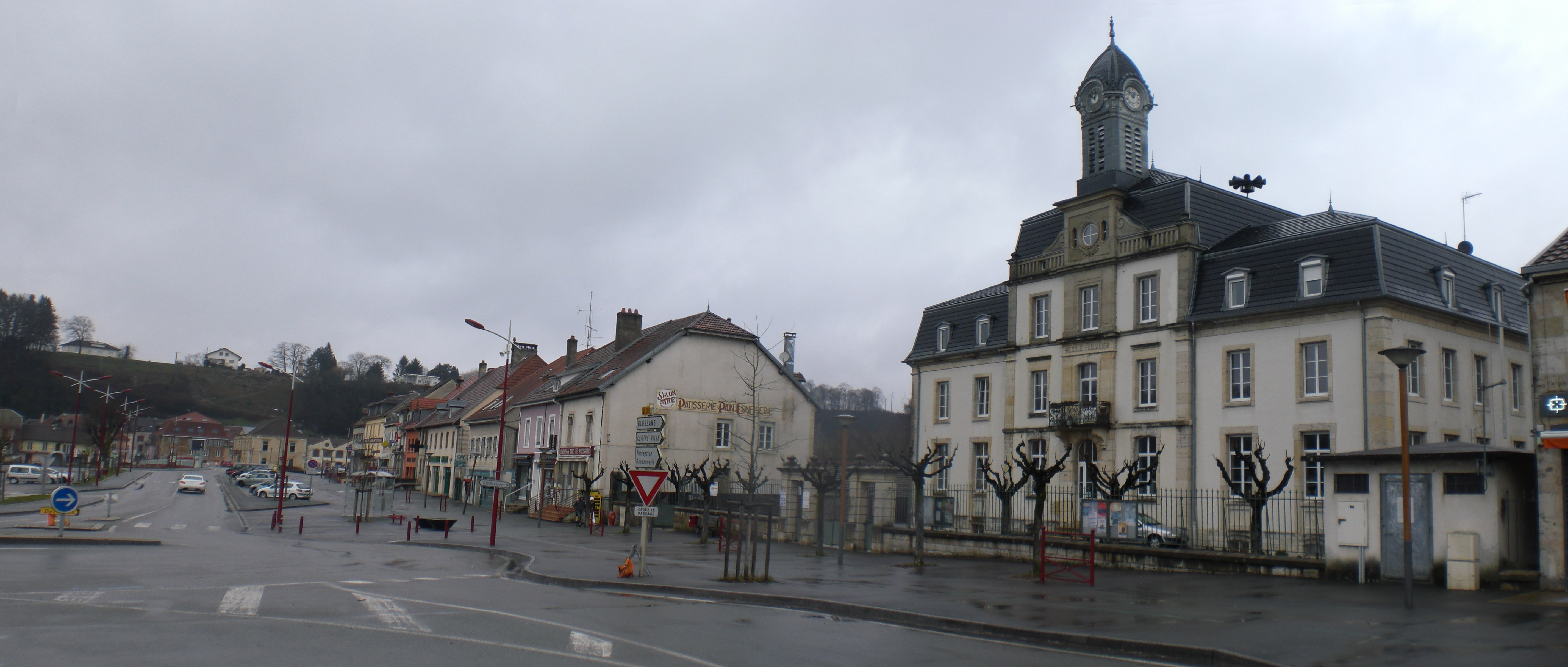
白里安广场
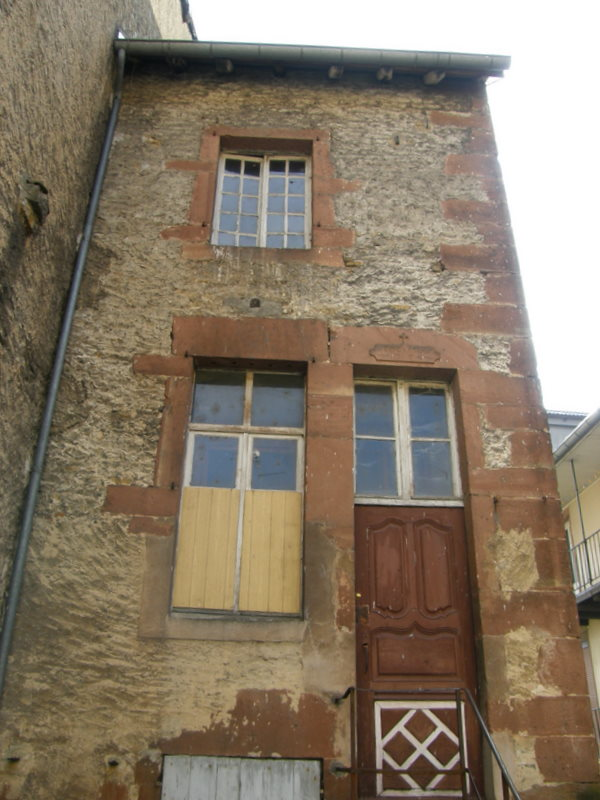
民居

### 旅游
杜河畔利勒的旅游事务由其所属的两绿谷市镇公共社区负责。2021年，杜河畔利勒境内有1个露营地，可容纳共76辆露营车。

### 媒体
法国主要的媒体均可在杜河畔利勒接收，法国电视三台下属的勃艮第-弗朗什-孔泰大区频道在部分时段播出杜河畔利勒所属区域的地方新闻。《东部共和国人报》是当地主要的地方媒体，总部位于南锡。

## 友好城市
截至2022年3月，杜河畔利勒共与一座城市互为友好城市关系：
- 德国 沃尔弗斯海姆